# Tokugawa Ieharu
Tokugawa Ieharu (徳川家治?  20 de junio de 1737 – 17 de septiembre de 1786) fue el décimo shōgun Tokugawa de Japón. Reinó entre 1760 hasta 1786. Fue hijo del noveno shogun Tokugawa Ieshige.
En 1782 tiene que enfrentar la Hambruna de Tenmei, en 1784 se desencadena un escándalo entre los miembros del shogunato tras el asesinato del hijo del consejero jefe (wakadoshiyori) del shogun en el Castillo Edo. Tras el suceso, se hacen reformas al shogunato.
En 1786 fallece y es enterrado en la ciudad de Edo.